# Сентрал-Парк-Тауэр
Сентрал-Парк-Тауэр (англ. Central Park Tower) — жилой небоскрёб, расположенный на 57-й улице на Манхэттене, Нью-Йорк, США. По состоянию на 2022 год, башня является самым высоким жилым зданием в мире, вторым по высоте зданием в Западном полушарии и 15-м по высоте зданием в мире. 

## История
Проект здания был разработан компанией Adrian Smith + Gordon Gill Architecture. Компания Extell начала приобретение земли для строительства башни в 2005 году. Строительство фундамента стартовало весной 2014 года. В феврале 2015 года фундамент был залит. 6 июля 2015 года на строительной площадке был установлен башенный кран, а к концу года началось строительство первых этажей здания. В сентябре 2017 года в здание было установлено первое стекло, а сам проект планировалось завершить к 2019 году. В марте 2019 высота здания превысила отметку в 430 м. Через 2 месяца после этого начали продажи апартаментов. 17 сентября 2019 года здание достигло проектной высоты. 24 октября 2019 года на первых этажах был открыт торговый центр Nordstrom. В марте 2020 года из-за пандемии COVID-19 строительство здания было приостановлено. В конце 2020 года башенный кран был разобран. В июне 2021 года заработало освещение башни.

## Описание
Здание построено в одном квартале к югу от Центрального парка между 57-й и 58-й улицей Манхэттена. В небоскрёбе насчитывается 98 надземных и 3 подземных этажа.  
На первых семи этажах здания расположен универмаг Nordstrom. С 14 по 18 этаж расположен клуб с театром, частным рестораном, конференц-залом, игровой площадкой и бассейном. На 68 этаже находится ещё один частный клуб с баром и бальным залом. С 32 этажа в здании располагаются 179 апартаментов площадью от 133 м² до 1626 м².  